# Vrsar
Vrsar (italsky Orsera) je menší přístav a město v západním Chorvatsku asi 10 km jižně od Poreče. Nachází se na západním pobřeží poloostrova Istrie a žije zde 1 871 obyvatel (odhad z roku 2007)[zdroj?].

## Charakteristika města
Město je oblíbeným turistickým cílem, a to především díky své výhodné poloze na pobřeží Jaderského moře a příznivému středomořskému klimatu. Některé turistické kempy v blízkosti města jsou zaměřeny na naturistickou rekreaci. Vrsar si oblíbil i Giacomo Casanova.[zdroj⁠?!]
Dominantou historické části je bývalá rezidence porečského biskupa – kaštel Vergolini, který leží na kopci nad mořem. Pobřeží je velmi členité, je zde mnoho ostrůvků. Pláže jsou skalnaté, ale upravené s prostory na slunění a vstupy do vody. V blízkosti Vrsaru leží město Poreč, Rovinj a Limský kanál (Limský fjord).